# Viscum bagshawei
Viscum bagshawei är en sandelträdsväxtart som beskrevs av Alfred Barton Rendle. Viscum bagshawei ingår i släktet mistlar, och familjen sandelträdsväxter. Inga underarter finns listade i Catalogue of Life.